# 1927 en philosophie
Chronologie de la philosophie
- 1923
- 1924
- 1925
- 1926
- 1927
- 1928
- 1929
- 1930
- 1931

L’année 1927 a été marquée, en philosophie, par les événements suivants :

## Publications
- L'Avenir d'une illusion, de Sigmund Freud.
- La Trahison des clercs, de Julien Benda.
- Critique de la philosophie du droit de Hegel, de Karl Marx (publication de l'intégralité de l'ouvrage).
- Être et Temps, de Martin Heidegger.